# 錫爾伯普芬尼格山

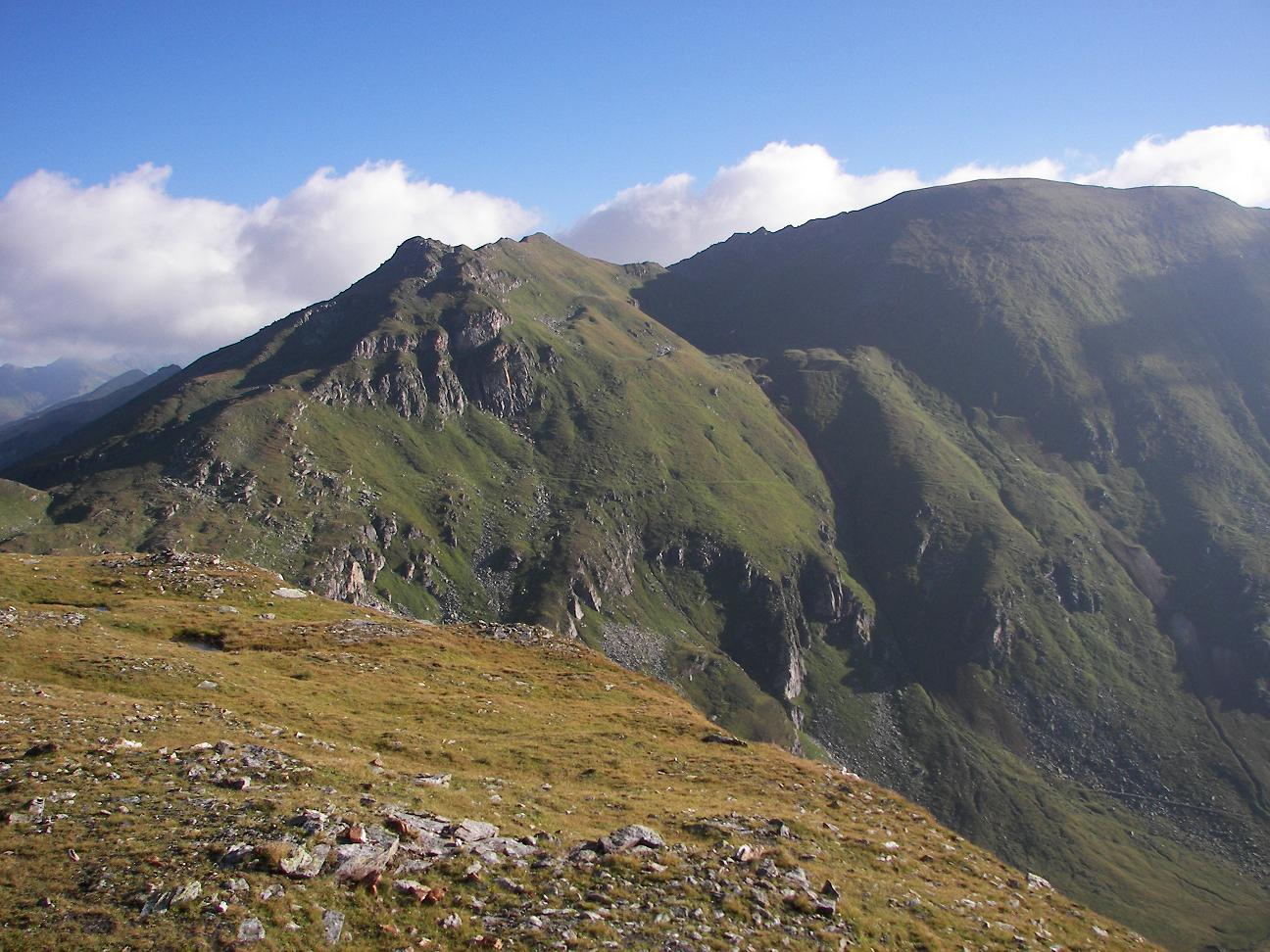

47°5′21″N 13°2′29″E / 47.08917°N 13.04139°E
錫爾伯普芬尼格山（德語：Silberpfennig），是奧地利的山峰，位於該國中部，由薩爾茨堡州負責管轄，屬於戈爾德貝格山脈的一部分，海拔高度2,600米，每年平均降雨量2,176毫米。